# 大石芳裕
大石 芳裕（おおいし よしひろ、1952年2月19日 - ）は、佐賀県出身の経済学者。国際マーケティング複合化問題、グローバル・マーケティング論の研究者。日本流通学会会長（2008年10月 - 2011年9月）。グローバル・マーケティング研究会世話人（1999年6月 - ）。

## 略歴
- 九州大学大学院経済学研究科博士課程中退
- 1984年4月 - 1996年3月 佐賀大学経済学部専任講師・助教授
- 1992年3月 - 1993年9月 コロラド大学経営学部・大学院客員研究員
- 1996年4月 - 1997年3月 明治大学経営学部助教授
- 1997年4月 - 明治大学経営学部教授
- 1998年4月 - 2002年3月 同大学院経営学研究科専攻主任
- 2002年4月 - 2004年3月 同大学院経営学研究科委員長
- 2008年4月 - 2010年3月 教務主任
- 2022年3月　明治大学を定年退職